# 문두루법회
신라의 문두루법회(文豆婁法會: 만트라 법회)는 명랑(明朗)법사에 의해서 비롯되었다.
명랑은 선덕왕 4년(635) 당나라에서 귀국할 때 《불설관정복마봉인대신주경(佛設灌頂伏魔封印大神呪經)》을 가져왔다. 이 경전은 신인비법(神印秘法)을 전하는 것인데 일명 문두루비법(만트라 비법)이라고도 한다. 이것은 방위신(方位神)을 신앙하는 것으로서 호국적인 신앙이며, 국가 안위를 위한 행례가 많다.
명랑은 문무왕 11년(671)에 낭산 신유림(神遊林)에 밀단(密壇)을 마련하고 동서남북과 중앙, 즉 5방에 신상을 모시고 유가승 12명과 함께 문두루비법 법회를 열었다. 특히 문두루진언(만트라 · Mantra)과 밀교가 지니고 있는 의궤(儀軌)에 의해 법회를 열자 신라를 침공하려던 당나라 병선이 침몰하였다 하여 신라에서 새로운 법회로서 숭앙받게 되었다.
그 뒤 문무왕 19년(679)에는 명랑과 사천왕사(四天王寺)를 중심으로 문두루법회를 권장하고 국태민안과 국가 비보(裨補)를 기원하였다. 또한 김유신이 세운 원원사(遠願寺)는 남북국 시대 신라의 문두루비법의 중심 사원이 되었다.

## 참고 문헌
- 이 문서에는 다음커뮤니케이션(현 카카오)에서 GFDL 또는 CC-SA 라이선스로 배포한 글로벌 세계대백과사전의 내용을 기초로 작성된 글이 포함되어 있습니다.